# Пучківський Олександр Митрофанович
Олекса́ндр Митрофа́нович Пучкі́вський (18 червня 1881, Красне — 14 грудня 1937, тюрма НКВС СРСР у Києві) — український оториноларинголог, доктор медичних наук, професор. Розробник української медичної термінології. Створив перший український посібник з оториноларингології. Жертва сталінського терору.

## Біографія
Народився в селі Красному Конотопського повіту Чернігівської губернії (нині Бахмацького району Чернігівської області) в родині генерал-майора. Закінчив Петербурзький археологічний інститут, а 1905 року — Військово-медичну академію в Петербурзі.
По закінченню академії був направлений на роботу в вушне відділення Московського військового шпиталю. У 1907–1911 роках завідував вушними відділеннями 7-го Вільного Харбинського шпиталю, Смоленського лазарету та Владикавказького військового шпиталю. У 1911 році захистив докторську дисертацію.
У 1918  році обраний на посаду головного лікаря Одеського клінічного військового шпиталю, потім асистентом Одеських жіночих курсів. За його ініціативою була організована перша в Одесі ЛОР-клініка. З 1920 року — професор ЛОР-кафедри Одеського медичного інституту. Кафедра швидко посідає провідне місце в Україні з вивчення склероми, туберкульозу верхніх дихальних шляхів, отосклерозу, новоутворень ЛОР-органів, методів реконструктивно-відновної хірургії.
Від 1921 року — професор Київського медичного інституту.

Могила Олександра Пучківського

1937 року заарештований у Києві НКВС СССР та розстріляний 14 грудня 1937 року (реабілітований 1957 року посмертно). Похований на Лук'янівському цвинтарі в Києві (ділянка № 21, ряд 3, місце 9). Як це часто робилося за радянщини з жертвами сталінського терору, датою його смерті радянська історіографія подавала вигадану дату 14 лютого 1942 року.
Усі книги Пучківського російська окупаційна влада вилучила з обігу, а ім'я викреслила з історії української медичної науки й освіти.

## Наукова діяльність
Склав перший український підручник з оторинолярингології, написав низку праць про туберкульоз горлянки, риносклерому, з історії оторинолярингології, запропонував ряд методів оперативного втручання при захворюваннях верхніх дихальних шляхів.
Працював над українською медичною термінологією.

## Родина
- Перша дружина — Юлія Опанасівна (1883—1923)
- Донька від першого шлюбу — Надія Пучківська — лікарка-офтальмологиня, доктор медичних наук.
- Донька від другого шлюбу — Галина Пучківська — фізикиня, заслужена діячка науки і техніки України.

## Основні праці
- Хвороби вуха, носа та горла. — К., 1926.
- Склерома. — К., 1930.
- Отосклероз. — К., 1933.
- Основные даты развития оториноларингологии (ЛОР) в бывшей России и СССР: Руководство по болезням уха, горла и носа. — К., 1936. — Т. 1.

## Вшанування пам'яті

Меморіальна дошка

16 червня 2005 року в Києві на фасаді будинку по бульвару Тараса Шевченка, 17, де в 1921–1937 роках працював учений, відкрито гранітну меморіальну дошку.